# 2,2-dibromo-2-cianoacetammide
Il 2,2-dibromo-2-cianoacetammide (DBNPA) è un disinfettante e battericida utilizzato per la pulizia delle superfici che vengono a contatto con gli alimenti e i mangimi per animali, in particolare le navi e i macchinari.

## Caratteristiche strutturali e fisiche
L'International Chemical Identifier del composto è: InChl=1S/C3H2Br2N2O/c4-3(5,1-6)2(7)8/h(H2,7,8)
La sua massa monoisotopica è pari a 239,85339 g/mol.  L'area superficiale accessibile risulta pari a 66,9 Å² e l'heavy atom count è pari a 8. Il composto è neutro e il numero di unità legate mediante legame covalente è uno.
Il composto presenta un donatore e due accettori di legami a idrogeno. Presenta un singolo legame attorno al quale la molecola può ruotare.
Si presenta come solido idrofilo biancastro o liquido da incolore a giallastro con un odore pungente.
Si decompone a 190 °C producendo fumi tossici contenenti Br(-) e ossidi di azoto.
La costante della legge di Henry per il composto è pari a 2,04 x 10−5 Pa m3 mol−1 ad una temperatura di 20 °C e pH 7.
La sua tensione superficiale è pari a 72,2 ± 0.6 mN ∙ m−1 a 25,0 ± 0,5 °C.

## Sintesi del composto
Il composto viene sintetizzato mediante alogenazione catalizzata da acidi della cianoacetammide.

## Reattività e caratteristiche chimiche
La pressione di vapore è pari a 9*10−4 mmHg a 25 °C e il pH a 25 °C in soluzione acquosa è 6,61. La sua costante di dissociazione a 21 °C è pari a 2,375.
La sua solubilità è pari a:
- 35 g/100 ml (in acetone)
- 25 g/100 ml (in etanolo)

Il composto risulta stabile in condizioni normali, ma la sua decomposizione è accelerata da luce e calore. Il composto risulta corrosivo per l'acciaio dolce, il ferro e l'alluminio.
Il composto reagisce violentemente con agenti ossidanti forti.

## Tossicologia
Il composto:
- risulta tossico se ingerito
- risulta letale se inalato
- causa irritazioni cutanee
- causa seri danni alla vista
- può causare reazioni allergiche a livello cutaneo
- causa danni agli organi a seguito di esposizione ripetuta o prolungata per inalazione
- molto tossico per gli organismi acquatici con effetti a lungo termine
- è considerato un potenziale interferente endocrino
- può portare alla comparsa di tosse, mancanza di respiro, mal di testa, nausea, vomito

### Tossicocinetica
Studi effettuati sui ratti non evidenziano bioaccumulazione. Dopo la somministrazione orale, il composto viene rapidamente ed efficacemente assorbito ed eliminato. La maggior parte viene eliminato dopo un giorno (>85%) principalmente attraverso le urine. Il composto è pertanto considerato quasi completamente biodisponibile. Si ritiene che sia equamente distribuito attraverso la circolazione sanguigna a tutti gli organi e i tessuti.

### Genotossicità
Non vi sono evidenze che il composto sia potenzialmente mutageno.

### Cancerogenicità
Il composto non risulta carcinogeno.

## Applicazioni
Viene utilizzato come:
- alghicida
- battericida
- fungicida
- pesticida
- conservante nei sistemi ad acqua e negli impianti di raffreddamento delle industrie che producono carta e cartone
- conservante nelle colle animali, negli oli da taglio nella lavorazione dei metalli, per il recupero degli oli nei fluidi di perforazione, nelle emulsioni a base di resine/lattice/polimeri, vernici a base di lattice od oli, vernici laccate, carta e prodotti a base di carta

## Impatto ambientale
Se rilasciato nell'ambiente viene degradato immediatamente seguendo due principali vie metaboliche basate sulle proprietà chimiche del composto:
- idrolisi

{\displaystyle {\ce {C3H2Br2N2O -> NCCHBr2 + CO2 + NH3 -> [ Br2CHCONH2 ] ->[H2O]Br2CHCO2H + NH3 ->[H2O]HOCCO2H + 2 Br- -> HO2CCO2H -> 2CO2}}}
- reazione nucleofila (qualora la sostanza entri in contatto con nucleofili, con materiale organico o sia esposta alla luce)

{\displaystyle {\ce {C3H2Br2N2O -> NCCHBrCONH2 -> NCCH2CONH2 + 2 Br- ->[H2O] NCCH2CO2H ->[H2O] [HO2CCH2CONH2] -> HO2CCH2CO2H}}}
In caso di degradazione abiotica l'emivita si attesta a 578 ore (50 °C e pH 4), 65 ore (25 °C e pH 7) e 5,2 ore (13 °C e pH 9). In ambiente acquatico il composto non risulta soggetto a fotodegradazione, ma vi sono indicazioni che sia soggetto a fotolisi indiretta. Se sottoposto al contatto con l'aria l'emivita si attesta a 8,022 giorni mentre l'emivita nel suolo è pari a 4 - 25 ore (degradazione primaria) con pH 4.8 - 7.5 e a temperatura ambiente.
I valori PNEC del composto sono:
- ambiente acquatico: 6 µg DBNPA/l
- STP: 46 µg DBNPA/l
- suolo: 50,46 µg/kg (peso del suolo umido)